# Manuel Vázquez Outeiriño
Pour les articles homonymes, voir Vázquez.
Manuel Vázquez Outeiriño, né à A Merca le 12 décembre 1940 et mort dans cette même ville le 14 août 2023, est un enseignant et homme politique espagnol.

## Famille
Il est le père du célèbre magistrat José Antonio Vázquez Taín.

## Biographie
Instituteur galicien à A Bola, il est plus tard enseignant puis directeur de l'école régionale Curros Enríquez de Celanova. Il se présente aux premières élections de la transition démocratique à A Merca sous l'étiquette de l'UCD et est élu maire à la majorité absolue. Il est réélu aux élections municipales de 1983. Après la démission de Rosendo Fernández, Fernández, il est de nouveau élu maire en 1996. 
Aux Élections municipales espagnoles de 1999, il se présente sous l'étiquette du Parti populaire de Galice, et est élu maire.